# قط البورميلا

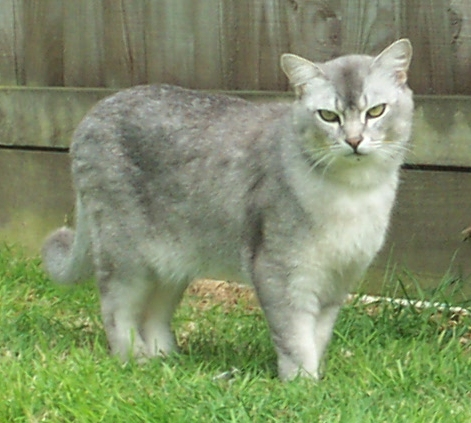

قط البورميلا (بالإنجليزية: Burmilla)‏ سلاله بريطانيه تقع في الوسط بين سلاله التشان شيلا وسلاله البورمي البري، وقد نتجت من تزاوج عرضي بين السلالتين، وتشتهر البورميلا بعلامه (M) على الجبهة، وهو قط شديد الفضول، متقد الذكاء، وودود جدا .